# Tomas Ljungberg
Tomas Ljungberg, född 1951, är läkare och docent i farmakologi vid Karolinska institutet i Stockholm.
Ljungberg har arbetat med forskning på hjärnans funktion, både i Sverige och utomlands. Han disputerade 1978 vid Karolinska institutet på en avhandling om hur psykofarmaka påverkar hjärnans signalsubstanser. Tomas Ljungberg vidareutbildade sig tvärvetenskapligt på 1980-talet genom att studera etologi, där även studier i evolutionsteori ingick. Under 1990-talet arbetade han framför allt med beteendeforskning, både med apor och med förskolebarn, vid Stockholms universitet. Han arbetade då också på uppdrag av både Jordbruksverket i Sverige och EU med frågan om hur apor ska hållas i fångenskap för att de ska trivas.
De senaste åren har Ljungberg varit verksam inom psykiatrin, men även ägnat sig åt med forskning och utvecklingsfrågor. Han är steg 1-utbildad i kognitiv psykoterapi och har gjort flera längre resor till länder som inte har västerländsk kulturtradition, resor som till en viktig del ligger bakom det alternativa synsätt han utvecklat och benämner som eosologi.